# Bensalem
Bensalem ist eine Township im Bucks County im Südosten Pennsylvanias. Bei der Volkszählung im Jahr 2010 entfielen mit 60.427 Einwohnern fast 10 % der Einwohner des Countys auf die damit größte Gemeinde im Bezirk und die neuntgrößte im Bundesstaat.

## Geschichte
Bensalem wurde bereits im Jahr 1692, nur zehn Jahre nach Gründung Pennsylvanias, unter dem Namen Salem gegründet. Seit spätestens 1701 findet sich jedoch nur noch der heutige Name wieder.

## Geographie
Die Gemeinde grenzt im Süden unmittelbar an Philadelphia und im Osten an das Burlington County im Bundesstaat New Jersey.

## Sehenswürdigkeiten
Andalusia, oder Nicholas Biddle Estate, ist ein am Delaware River gelegenes Anwesen aus dem Jahr 1794. Seinen heutigen Greek Revival Stil erhielt es 1834 bis 1836 nach einem Umbau durch Thomas U. Walter, dem Architekten der Kuppel des Kapitols.